# William Lacy Swing

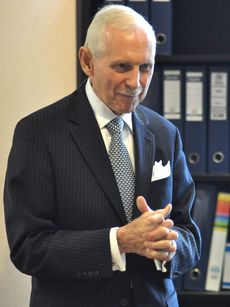
William Lacy Swing (2013)

William Lacy Swing (geboren am 11. September 1934 in Lexington, North Carolina; gestorben am 12. Juni 2021 in Kuala Lumpur, Malaysia) war ein Diplomat und Botschafter der Vereinigten Staaten in der Republik Kongo, Liberia, Südafrika, Nigeria, Haiti und der Demokratischen Republik Kongo sowie Sonderbeauftragter des Generalsekretärs und Untergeneralsekretär der Vereinten Nationen. Bis zur Ernennung von António Vitorino im Jahr 2018 war er Generaldirektor der Internationale Organisation für Migration.

## Ausbildung
Swing wurde am 11. September 1934 in Lexington, North Carolina, geboren. Im Jahr 1956 machte er seinen Abschluss am Catawba College in North Carolina (Bachelor of Arts). Vier Jahre später erhielt er einen Master of Divinity von der Yale University. Er absolvierte ein Postgraduiertenstudium an der Eberhard Karls Universität Tübingen in Deutschland.
Er sprach Französisch, Deutsch, Afrikaans und Kreolisch.

## Vereinte Nationen

### Westsahara
Swing diente von 2001 bis 2003 als UN-Sonderbeauftragter des Generalsekretärs für die Westsahara. Er war Missionschef der Mission der Vereinten Nationen für das Referendum in der Westsahara (MINURSO).

### Demokratische Republik Kongo
Swing leitete anschließend die MONUSCO (Stabilisierungsmission der Organisation der Vereinten Nationen in der Demokratischen Republik Kongo) (Mai 2003 – Januar 2008) und wurde zum Sonderbeauftragten des Generalsekretärs für die Mission der Vereinten Nationen in der Demokratischen Republik Kongo (MONUC) im Rang eines Untergeneralsekretärs ernannt. Die MONUC, die jetzt MONUSCO heißt, ist die größte Friedensmission der Vereinten Nationen. Die Mission ist in den Friedensprozess eingebunden und unterstützt das Land bei der Beendigung des bewaffneten Konflikts im kriegsgebeutelten Osten des Kongo mit Sicherheitsmaßnahmen.

## Internationale Organisation für Migration

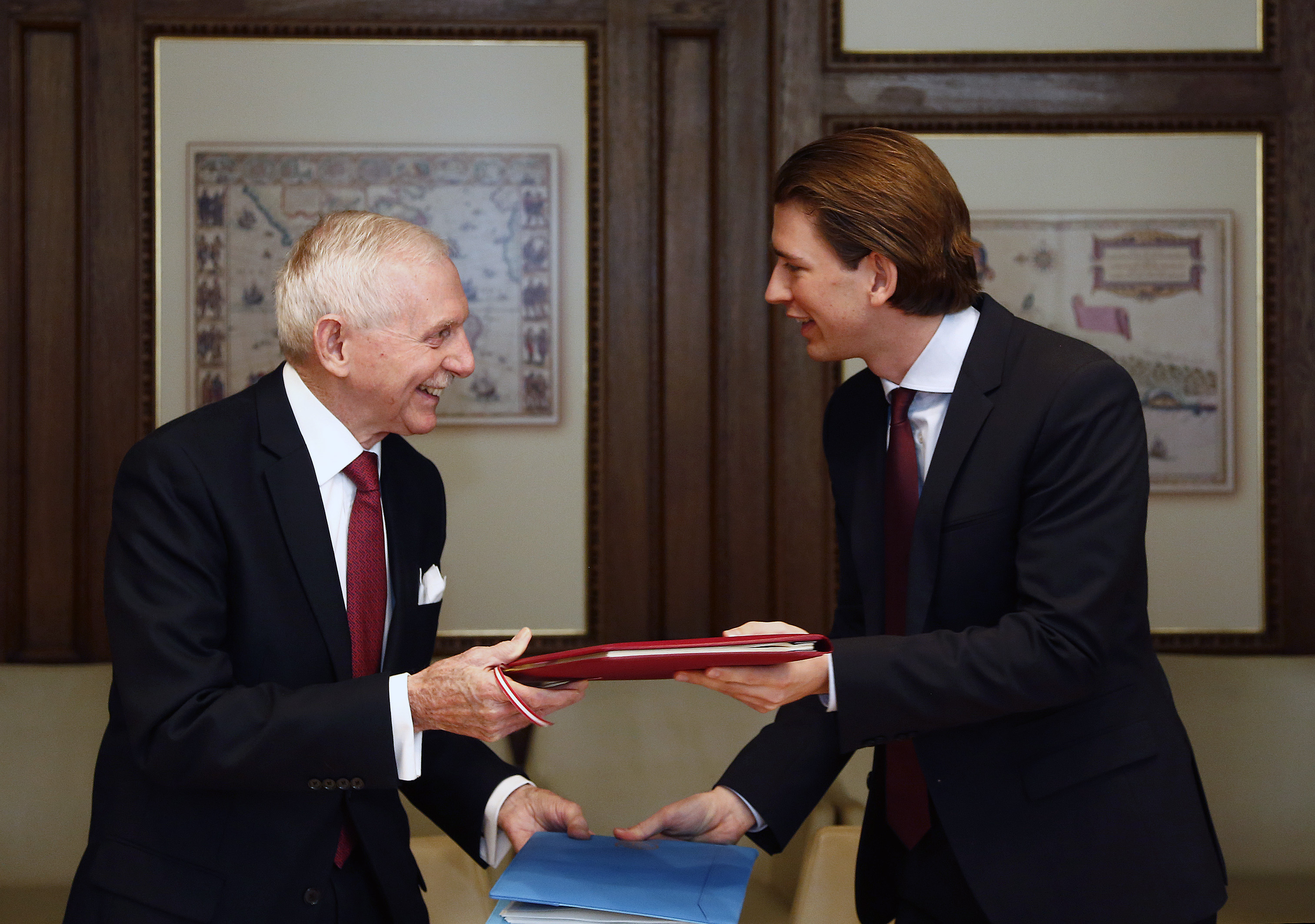
William Lacy Swing mit Sebastian Kurz (rechts).

Im Juni 2008 wurde Swing zum Generaldirektor der Internationalen Organisation für Migration (IOM) gewählt. Anfang 2017 ernannte ihn UN-Generalsekretär António Guterres zum Mitglied der neunköpfigen hochrangigen Arbeitsgruppe zur Verbesserung des Ansatzes der Vereinten Nationen zur Verhinderung und Bekämpfung von sexuellem Missbrauch.
Swings Amtszeit als Generaldirektor endete im September 2018. Sein Nachfolger wurde am 1. Oktober der portugiesische Politiker António Vitorino.